# Assemblage (industrie)

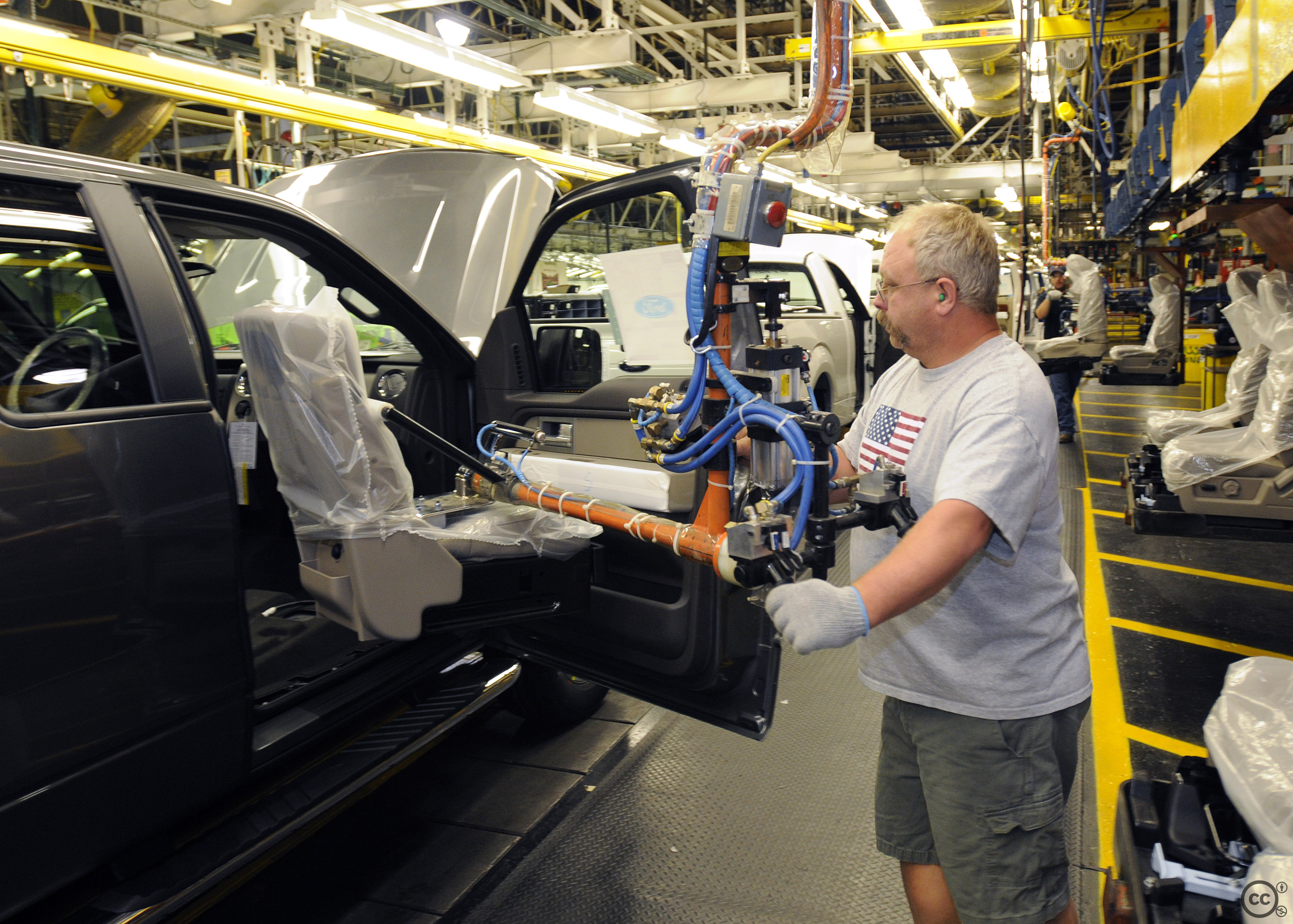
Assemblage van autostoelen, dit gebeurt tegenwoordig vaak met een robot

Assemblage in de industrie is het samenbrengen van discrete onderdelen tot een samengesteld discreet eindproduct. Het is hierbij mogelijk dat ook de onderdelen op zich samengestelde producten zijn die in hetzelfde bedrijf of in een ander bedrijf (toeleverancier) werden vervaardigd. Hoewel assemblage zowel in de stukproductie, de serieproductie als de massaproductie voor kan komen, spreekt de massaproductie het meest voor zich, daar er essentiële aspecten van de assemblage in vóórkomen.
Assemblage was aanvankelijk handwerk. Het kon hierbij gebeuren dat de arbeider met het product meebewoog, maar vaker nog bewoog het product en stond de arbeider stil om een beperkt aantal repeterende handelingen op dit product uit te voeren. Dit stond bekend als de lopende band, ook wel assemblagelijn genoemd.
Men had nu de keus om de repeterende handelingen te mechaniseren dan wel de menselijke arbeid aan te passen aan de machine of aan het tempo van de band, waaruit het scientific management is voortgekomen. Dit leidde tot excessen, waaronder extreme vormen van arbeidsdeling, die onder meer in films als Modern Times aan de kaak werden gesteld.

## Uitwisselbaarheid
Een belangrijk aspect van industriële assemblage is de uitwisselbaarheid. Hadden bij ambachtelijke assemblageprocessen (wagenmakerij, scheepsbouw) de onderdelen geen nauw omschreven afmetingen en werden ze bijgewerkt en passend gemaakt tijdens het assemblageproces (rework), bij een modern assemblageproces voor massaproductie was dit niet meer voldoende, aangezien de lopende band dan voortdurend tot stilstand zou komen. Daarom was het van belang om normen voor passing van onderdelen op te stellen. Ook moet er tijdens het proces op gepaste plaatsen kwaliteitscontrole plaatsvinden, zowel van de onderdelen, van de halffabricaten en van de eventueel te gebruiken gereedschappen.
Uitwisselbaarheid speelde al eerder een rol bij eindproducten als geweren en revolvers opdat men op het slagveld vaak wapens repareerde met onderdelen van andere wapens waarvan de eigenaar buiten gevecht was gesteld. Dit speelde een rol in de Amerikaanse Burgeroorlog (1861-1865) waarbij onder andere de firma Colt een rol vervulde.
Ook complexe producten als naaimachines (Singer) en typemachines (Remington) vereisten uitwisselbaarheid van onderdelen. Het was met name de Ford Motor Company die het concept van de lopende band op grote schaal invoerde, waarbij 1913 als een cruciaal jaar werd gezien.

## Kwaliteit
Het was de automobielindustrie waaruit later managementmethoden als lean production werden ingevoerd. Hierbij werden zoveel mogelijk activiteiten uitbesteed aan derden en beperkte de autofabrikant zich tot de eindassemblage. Door een uitgekiend informatiesysteem kon men precies die onderdelen aanvoeren welke nodig waren voor het product. Gewoonlijk werden die onderdelen, zoals complete motoren, maar ook banden, accessoires en dergelijke, door derden ter plekke afgeleverd. Zaken als kwaliteit en uitwisselbaarheid moesten daarbij gegarandeerd zijn: van bijwerken en afkeur mocht geen sprake zijn. Dit maakte het mogelijk om tussenvoorraden te elimineren en tevens om een groot aantal varianten van het product door elkaar heen op dezelfde lopende band te assembleren. Hierbij speelde een rol dat vele handelingen konden worden gerobotiseerd, waarbij de robot diverse handelingen kon uitvoeren, al naargelang het type product dat hij moest bewerken.

## Disassemblage
Het idee van een lopende band was al eerder toegepast in slachterijen, waarbij het in principe om een disassemblageproces gaat. Uitwisselbaarheid en passing speelden daarbij geen rol, zodat het idee dat disassemblage het omgekeerde zou zijn van assemblage hier niet opging.
Disassemblage speelt echter wél een rol bij zaken als reparatie, periodiek onderhoud, refurbishment en dergelijke. In toenemende mate is disassemblage ook van belang bij recycling van complexe producten dan wel onderdelen hiervan. Hoewel deze vorm van disassemblage wel te vergelijken valt met het omgekeerde van assemblage zijn de economische en logistieke randvoorwaarden hier geheel verschillend.